# Драфт расширения НХЛ 2000
Драфт расширения НХЛ 2000 года состоялся 23 июня в Уэстин Хотел в Калгари, за день до проведения входного драфта. Новые клубы НХЛ «Коламбус Блю Джекетс» и «Миннесота Уайлд» могли выбрать по два игрока из каждой команды лиги для комплектования собственного состава, за исключением «Атланты Трэшерз» и «Нэшвилл Предаторз», принятых в лигу в прошлом и позапрошлом сезонах соответственно.

## Правила драфта
Каждая команда могла защитить от выбора либо одного вратаря, пять защитников и девять нападающих, либо двух вратарей, трёх защитников и семерых нападающих.

## Выбор игроков
Обозначения: В — вратарь; З — защитник; ЛН — левый нападающий; ПН — правый нападающий; ЦН — центральный нападающий; Н — нападающий (обычно крайний форвард)

### Вратари
| # | Игрок            | Гражданство | Прежний клуб НХЛ   | Новый клуб НХЛ       |
| - | ---------------- | ----------- | ------------------ | -------------------- |
| 1 | Рик Табараччи    | Канада      | Колорадо Эвеланш   | Коламбус Блю Джекетс |
| 2 | Джейми Макленнан | Канада      | Сент-Луис Блюз     | Миннесота Уайлд      |
| 3 | Майк Вернон      | Канада      | Флорида Пантерз    | Миннесота Уайлд      |
| 4 | Фредерик Шабо    | Канада      | Монреаль Канадиенс | Коламбус Блю Джекетс |
| 5 | Дуэйн Ролосон    | Канада      | Баффало Сейбрз     | Коламбус Блю Джекетс |
| 6 | Крис Террери     | США         | Нью-Джерси Девилз  | Миннесота Уайлд      |

### Защитники
| #  | Игрок               | Гражданство | Прежний клуб НХЛ    | Новый клуб НХЛ       |
| -- | ------------------- | ----------- | ------------------- | -------------------- |
| 7  | Шон О’Доннелл       | Канада      | Лос-Анджелес Кингз  | Миннесота Уайлд      |
| 8  | Маттиас Тимандер    | Швеция      | Бостон Брюинз       | Коламбус Блю Джекетс |
| 9  | Берт Робертссон     | Швеция      | Эдмонтон Ойлерз     | Коламбус Блю Джекетс |
| 10 | Кёртис Лешишин      | Канада      | Каролина Харрикейнз | Миннесота Уайлд      |
| 11 | Томми Раямяки       | Финляндия   | Торонто Мейпл Лифс  | Коламбус Блю Джекетс |
| 12 | Ладислав Бенышек    | Чехия       | Анахайм Майти Дакс  | Миннесота Уайлд      |
| 13 | Крис Армстронг      | Канада      | Сан-Хосе Шаркс      | Миннесота Уайлд      |
| 14 | Джейми Пушор        | Канада      | Даллас Старз        | Коламбус Блю Джекетс |
| 15 | Филип Куба          | Чехия       | Калгари Флэймз      | Миннесота Уайлд      |
| 16 | Лайл Оделайн        | Канада      | Финикс Койотис      | Коламбус Блю Джекетс |
| 17 | Радим Бичанек       | Чехия       | Чикаго Блэкхокс     | Коламбус Блю Джекетс |
| 18 | Олег Ореховский     | Россия      | Вашингтон Кэпиталз  | Миннесота Уайлд      |
| 19 | Мэтью Шнайдер       | США         | Нью-Йорк Рейнджерс  | Коламбус Блю Джекетс |
| 20 | Иан Херберс         | Канада      | Нью-Йорк Айлендерс  | Миннесота Уайлд      |
| 21 | Артём Анисимов      | Россия      | Филадельфия Флайерз | Миннесота Уайлд      |
| 22 | Юнас Андерссон-Юнка | Швеция      | Питтсбург Пингвинз  | Коламбус Блю Джекетс |

### Нападающие
| #  | Игрок              | Гражданство | Прежний клуб НХЛ    | Новый клуб НХЛ       |
| -- | ------------------ | ----------- | ------------------- | -------------------- |
| 23 | Джефф Сэндерсон    | Канада      | Баффало Сейбрз      | Коламбус Блю Джекетс |
| 24 | Стейси Рест        | Канада      | Детройт Ред Уингз   | Миннесота Уайлд      |
| 25 | Деррил Лаплант     | Канада      | Детройт Ред Уингз   | Миннесота Уайлд      |
| 26 | Тёрнер Стивенсон   | Канада      | Монреаль Канадиенс  | Коламбус Блю Джекетс |
| 27 | Скотт Пеллерин     | Канада      | Сент-Луис Блюз      | Миннесота Уайлд      |
| 28 | Роберт Крон        | Чехия       | Каролина Харрикейнз | Коламбус Блю Джекетс |
| 29 | Стив Хайнц         | США         | Бостон Брюинз       | Коламбус Блю Джекетс |
| 30 | Джим Дауд          | США         | Эдмонтон Ойлерз     | Миннесота Уайлд      |
| 31 | Тайлер Райт        | Канада      | Питтсбург Пингвинз  | Коламбус Блю Джекетс |
| 32 | Сергей Кривокрасов | Россия      | Калгари Флэймз      | Миннесота Уайлд      |
| 33 | Джефф Нилсен       | США         | Анахайм Майти Дакс  | Миннесота Уайлд      |
| 34 | Кевин Адамс        | США         | Торонто Мейпл Лифс  | Коламбус Блю Джекетс |
| 35 | Джефф Оджерс       | Канада      | Колорадо Эвеланш    | Миннесота Уайлд      |
| 36 | Дмитрий Субботин   | Россия      | Нью-Йорк Рейнджерс  | Коламбус Блю Джекетс |
| 37 | Даллас Дрейк       | Канада      | Финикс Койотис      | Коламбус Блю Джекетс |
| 38 | Стив Маккенна      | Канада      | Лос-Анджелес Кингз  | Миннесота Уайлд      |
| 39 | Брюс Гардинер      | Канада      | Тампа Бэй Лайтнинг  | Коламбус Блю Джекетс |
| 40 | Михал Брош         | Чехия       | Сан-Хосе Шаркс      | Миннесота Уайлд      |
| 41 | Джо Жюно           | Канада      | Оттава Сенаторз     | Миннесота Уайлд      |
| 42 | Барри Мур          | Канада      | Вашингтон Кэпиталз  | Коламбус Блю Джекетс |
| 43 | Дарби Хендриксон   | США         | Ванкувер Кэнакс     | Миннесота Уайлд      |
| 44 | Мартин Штрайт      | Чехия       | Филадельфия Флайерз | Коламбус Блю Джекетс |
| 45 | Кевин Динин        | Канада      | Оттава Сенаторз     | Коламбус Блю Джекетс |
| 46 | Джефф Доу          | Канада      | Чикаго Блэкхокс     | Миннесота Уайлд      |
| 47 | Джефф Уильямс      | Канада      | Нью-Джерси Девилз   | Коламбус Блю Джекетс |
| 48 | Стефан Нильссон    | Швеция      | Ванкувер Кэнакс     | Миннесота Уайлд      |

### Дополнительно
| #  | Игрок                | Гражданство | Прежний клуб НХЛ   | Новый клуб НХЛ       |
| -- | -------------------- | ----------- | ------------------ | -------------------- |
| 49 | Зак Бирк (В)         | Канада      | Тампа Бэй Лайтнинг | Миннесота Уайлд      |
| 50 | Сергей Лучинкин (ПН) | Россия      | Даллас Старз       | Коламбус Блю Джекетс |
| 51 | Кэм Стюарт (ЛН)      | Канада      | Флорида Пантерз    | Миннесота Уайлд      |
| 52 | Тед Друри (ЦН)       | США         | Нью-Йорк Айлендерс | Коламбус Блю Джекетс |

## Обмены
Сразу после окончания процедуры драфта «Коламбус» и «Миннесота» совершили семь обменов.

### Коламбус Блю Джекетс
| В Коламбус | Из клуба           | Взамен              |
| --- | ------------------ | ------------------- |
| Мэтт Дэвидсон (ПН) Жан-Люк Гран-Пьер (З) выбор в 5 раунде драфта 2000 (от Сан-Хосе) выбор в 5 раунде драфта 2001 | Баффало Сейбрз     | будущая компенсация |
| выбор во 2 раунде драфта 2001                                                                                    | Монреаль Канадиенс | будущая компенсация |
| выбор в 5 раунде драфта 2000                                                                                     | Бостон Брюинз      | будущая компенсация |

### Миннесота Уайлд
| В Миннесоту                                                                                                | Из клуба          | Взамен                                                                     |
| --- | ----------------- | -------------------------------------------------------------------------- |
| Дэн Кавано (ЦН) выбор в 8 раунде драфта 2001                                                               | Калгари Флэймз    | Майк Вернон (В)                                                            |
| Аарон Гэви (ЦН) Павел Патера (ЦН) выбор в 8 раунде драфта 2000 выбор в 4 раунде драфта 2002 (от Миннесоты) | Даллас Старз      | Брэд Лукович (З) выбор в 3 раунде драфта 2001 выбор в 9 раунде драфта 2001 |
| Брэд Бомбардир (З)                                                                                         | Нью-Джерси Девилз | Крис Террери (В) выбор в 9 раунде драфта 2000                              |
| Рикард Валлин (ЦН)                                                                                         | Финикс Койотис    | Джо Жюно (ЦН)                                                              |